# Petronilla Paolini Massimi
Petronilla Paolini Massimi   (Tagliacozzo, 24 de desembre de 1663 - Roma, 3 de març de 1726) fou una poetessa italiana, també coneguda per haver denunciat en els seus escrits la terrible condició de la dona del seu temps.
Publicà una Raccolta di poesie, i els melodrames Il tradimento vendicato o la donna illustre i Tamiri.